# Aliaksandra Sasnóvich
Aliaksandra Sasnóvich (en bielorruso: Аляксандра Аляксандраўна Сасновіч, en ruso: Александра Александровна Соснович; Minsk, 22 de marzo de 1994) es una tenista bielorrusa. 
En octubre de 2018, alcanzó su mejor clasificación en la WTA, la número 30 del mundo. En dobles alcanzó número 45 del mundo, que llegó el 5 de noviembre de 2019. Hasta la fecha, ha ganado once individuales y siete títulos de dobles en la ITF tour.

## Títulos WTA (0; 0+0)

### Individual (0)
| Leyenda                                |
| Grand Slam (0)                         |
| Juegos Olímpicos (0)                   |
| WTA Finals (0)                         |
| P. Mandatory & Premier 5, WTA 1000 (0) |
| Premier, WTA 500 (0)                   |
| International, WTA 250 (0)             |

#### Finalista (5)
| N.º | Fecha                    | Torneo       | Superficie    | Oponente en la final | Resultado     |
| --- | ------------------------ | ------------ | ------------- | -------------------- | ------------- |
| 1.  | 27 de septiembre de 2015 | Seúl         | Dura          | Irina-Camelia Begu   | 3-6, 1-6      |
| 2.  | 6 de enero de 2018       | Brisbane     | Dura          | Elina Svitólina      | 2-6, 1-6      |
| 3.  | 9 de enero de 2022       | Melbourne II | Dura          | Amanda Anisimova     | 5-7, 6-1, 4-6 |
| 4.  | 27 de agosto de 2022     | Cleveland    | Dura          | Liudmila Samsónova   | 1-6, 3-6      |
| 5.  | 21 de julio de 2024      | Budapest     | Tierra batida | Diana Shnaider       | 4-6, 4-6      |

## ITF

### Individual (11)
| Torneos de $100,000 |
| Torneos de $75,000  |
| Torneos de $50,000  |
| Torneos de $25,000  |
| Torneos de $15,000  |
| Torneos de $10,000  |

| N.º | Fecha                  | Torneo                 | Superficie | Oponentes          | Resultado     |
| --- | ---------------------- | ---------------------- | ---------- | ------------------ | ------------- |
| 1.  | 10 de octubre de 2011  | Cagliari, Italia       | Arcilla    | Anne Schäfer       | 6-4, 6-3      |
| 2.  | 9 de abril de 2012     | Pomezia, Italia        | Arcilla    | Raluca Olaru       | 0-6, 6-1, 6-1 |
| 3.  | 27 de agosto de 2012   | San Petersburgo, Rusia | Arcilla    | Polina Vinográdova | 1-6, 6-3, 6-0 |
| 4.  | 5 de noviembre de 2012 | Minsk, Bielorrusia     | Dura (i)   | Lyudmyla Kichenok  | 6-0, 7-6(7-4) |
| 5.  | 4 de marzo de 2013     | Netanya 2, Israel      | Dura       | Amandine Hesse     | 6-2, 7-5      |
| 6.  | 11 de marzo de 2013    | Netanya 3, Israel      | Dura       | Polina Vinográdova | 6-3, 3-6, 6-4 |
| 7.  | 25 de marzo de 2013    | Tallinn, Estonia       | Dura (i)   | Nadiia Kichenok    | 7-6(7-3), 6-2 |
| 8.  | 21 de octubre de 2013  | Poitiers, Francia      | Dura (i)   | Sofia Arvidsson    | 6-1, 5-7, 6-4 |
| 9.  | 28 de octubre de 2013  | Nantes, Francia        | Dura (i)   | Magda Linette      | 4-6, 6-4, 6-2 |
| 10. | 17 de febrero de 2014  | Moscú, Rusia           | Dura (i)   | Anett Kontaveit    | 6-3, 6-2      |
| 11. | 2 de junio de 2014     | Brescia, Italia        | Arcilla    | Renata Voráčová    | 6-4, 6-1      |

### Dobles (6)
| Torneos de $100,000 |
| Torneos de $75,000  |
| Torneos de $50,000  |
| Torneos de $25,000  |
| Torneos de $15,000  |
| Torneos de $10,000  |

| N.º | Fecha                   | Torneos             | Superficie | Pareja                | Oponentes                               | Resultado             |
| --- | ----------------------- | ------------------- | ---------- | --------------------- | --------------------------------------- | --------------------- |
| 1.  | 20 de febrero de 2012   | Tallinn 2, Estonia  | Dura (i)   | Lou Brouleau          | Olga Kalyúzhnaya Jaimy-Gayle van de Wal | 6-3, 6-2              |
| 2.  | 5 de noviembre de 2012  | Minsk , Bielorrusia | Dura (i)   | Ekaterina Dzehalevich | Lyudmyla Kichenok Nadiia Kichenok       | 1-6, 6-2, [10-3]      |
| 3.  | 4 de marzo de 2013      | Netanya 2, Israel   | Dura       | Polina Léykina        | Natela Dzalamidze Aminat Kushkhova      | 2-6, 7-6(7-4), [10-8] |
| 4.  | 11 de marzo de 2013     | Netanya 3, Israel   | Dura       | Polina Mónova         | Lu Jiajing Lu Jiaxiang                  | 6-1, 6-2              |
| 5.  | 22 de abril de 2013     | Chiasso, Suiza      | Arcilla    | Diāna Marcinkēviča    | Nicole Clerico Giulia Gatto-Monticone   | 6-7(2-7), 6-4, [10-7] |
| 6.  | 11 de noviembre de 2013 | Minsk, Bielorrusia  | Dura (i)   | Ilona Kremen          | Anna Danílina Olga Doroshina            | 7-6(7-3), 6-0         |

### Finalista (2)
| N.º | Fecha                 | Torneos                  | Superficie | Pareja             | Oponentes                        | Resultado |
| --- | --------------------- | ------------------------ | ---------- | ------------------ | -------------------------------- | --------- |
| 1.  | 29 de octubre de 2012 | Barnstaple , Reino Unido | Dura (i)   | Diāna Marcinkēviča | Akgul Amanmurádova Vesna Dolonc  | 3-6, 1-6  |
| 2.  | 28 de enero de 2013   | Eilat , Israel           | Dura (i)   | Corinna Dentoni    | Ala Kudriávtseva Elina Svitólina | 1-6, 3-6  |